# Лудвиг II Строги
Вижте пояснителната страница за други личности с името Лудвиг II.
Лудвиг II Строги (на немски: Ludwig II der Strenge; * 13 април 1229, Хайделберг; † 2 февруари 1294, Хайделберг) от династията Вителсбахи, е херцог на Бавария от 1253 до 1294 и пфалцграф при Рейн. След разделянето на Бавария от 1255 г. той управлява Херцогство Горна Бавария.

## Произход и ранни години
Лудвиг е най-големият син на херцог Ото II († 1253) и Агнес фон Брауншвайг († 1267) от фамилията Велфи, наследничка на пфалцграфство при Рейн (по-късния Курпфалц), дъщеря на Хайнрих V Стари от Брауншвайг и съпругата му пфалцграфиня Агнес фон Хоенщауфен.
Лудвиг събира военен опит през младите си години, през 1246 г. с крал Конрад IV против Хайнрих Распе и 1251 г. против епископ Алберт I от Регенсбург. През 1253 г.

## Управление
Лудвиг поема управлението като херцог на Бавария през 1253 г. На 28 март 1255 г. той дели управлението с неговия брат Хайнрих XIII. Хайнрих получава Херцогство Долна Бавария, а Лудвиг получава Пфалц и Херцогство Горна Бавария, където прави град Мюнхен за резиденция.
Лудвиг получава допълнителното си име „Строги“, понеже през 1256 г. нарежда екзекуцията на първата му съпруга Мария от Брабант (* 1226), понеже фалшиво я обвинява в изневяра. За опрощение на този му грях, той подарява манастира Фюрстенфелд (Фюрстенфелдбрук).
Лудвиг е настойник на своя племенник Конрадин от Хоенщауфен, урежда му Херцогството Швабия и го придружава през 1267 г. в неговия поход в Италия до Верона. Той се оттегля навреме обратно и така не е замесен на екзекуцията на Конрадин през 1268 г. в Неапол. Конрадин поставил Лудвиг за свой наследник и чрез „Конрадинското дарение“ получава нови територии в Горен Пфалц, около Зулцбах на Дунав, в Югозападна Бавария и Баварска Швабия. Освен това той получава ръката на Матилда Хабсбургска, дъщерята на крал Рудолф I. Лудвиг помага на Хабсбургите и на своя тъст против бохемския крал Отокар II, получава през 1276 г. неговата титла курфюрст и участва през 1278 г. в битката на Моравското поле (26 август 1278), в която Отокар е убит.
След смъртта на неговия тъст Рудолф Хабсбургски през 1291 г., Лудвиг не успява на изборите да постави своя зет Албрехт Хабсбургски за крал.
Лудвиг умира на 2 февруари 1294 г. в резиденцията си в Пфалц Хайделберг. В завещанието си той определя да го погребат в подарения от него манастир Фюрстенфелд и е погребан в тамошната църква. Негов наследник става синът му Рудолф I от третия му брак с Матилда Хабсбургска.

## Фамилия
Първи брак: на 2 август 1254 г. в Ландсхут с херцогиня Мария Брабантска (1226 – 1256, екзекутирана), дъщеря на Хайнрих II, херцог на Брабант-Лотарингия, и неговата съпруга Мария фон Хоенщауфен. Бракът остава бездетен.
Втори брак: на 24 август 1260 г. в Хайделберг с Анна (1240 – 1271), дъщеря на херцог Конрад II от Силезия-Глогау и неговата съпруга Саломе от Полша. Двамата имат три деца:
- Мария (* 1261), монахиня в манастир Мариенберг при Бопард
- Агнес (1262 – 1269)
- Лудвиг Елеганс (1267 – 1290), убит на турнир в Нюрнберг, ∞ 1288 Изабела (1272 – 1335), дъщеря на херцог Фридрих III от Лотарингия и неговата съпруга Маргарета от Навара.

Трети брак: на 24 октомври 1273 г. в Аахен с графиня Матилда Хабсбургска (1251 – 1304), дъщеря на римския крал Рудолф I и неговата съпруга Гертруда фон Хоенберг. Двамата имат пет деца:
- Рудолф I (1274 – 1319) ∞ 1294 в Нюрнберг за Матилда фон Насау (1280 – 1323)
- Мехтхилд (1275 – 1319) ∞ 1288 в Улм за Ото II († 1330), княз на Люнебург (Велфи)
- Агнес Баварска (1276 – 1340)
- ∞ 1290 Хайнрих Млади, ландграф на Хесен (1264 – 1298)
- ∞ 1303 Хайнрих I, маркграф на Бранденбург и Ландсберг (1256 – 1319)
- Анна (* 1280), монахиня в манастир Улм
- Император Лудвиг IV Баварски (1282 – 1347)
- ∞ 1308 в Силезия за Беатрикс от Силезия-Глогау (1290 – 1322)
- ∞ 1324 в Кьолн за Маргарета Холандска (1293 – 1356).